# Lee Oskar
Lee Oskar, född som Lee Oskar Levitin 24 mars 1948 i Köpenhamn, Danmark, är en dansk munspelare, kompositör och grundare av munspelstillverkaren Lee Oskar Harmonica. Han är främst känd som medlem i den amerikanska musikgruppen War under 1970-talet.
Oskar växte upp i Danmark och fick sitt första munspel som sexåring. När han 1966 var 18 år gammal reste han till USA där han uppträdde på gatorna i New York. Han reste sedan till amerikanska västkusten och hamnade i Los Angeles där han mötte Eric Burdon som han snart började spela tillsammans med. När Burdon inledde ett samarbete med gruppen War blev Oskar medlem där. Hans munspel kom att bli en av gruppens stora kännetecken i hitlåtar som "All Day Music", "The World Is a Ghetto" och "Low Rider".
Under eran med War gav Lee Oskar även ut soloalbum för skivbolaget Elektra Records. På ett av albumen, "Before the Rain" från 1978 finns låten "San Francisco Bay" som innehåller en melodislinga som användes i Pitbull och Keshas hitlåt "Timber" 2013.
1983 bildade han det egna bolaget Lee Oskar Harmonica som tillverkar munspel för olika typer av musik. Sedan 1990-talet är han medlem av The Lowrider Band, som fyra av medlemmarna i War bildade efter att ha förlorat en rättstvist rörande gruppnamnet.

## Diskografi, album
- Lee Oskar, 1976
- Before the Rain, 1978
- My Road Our Road, 1981
- So Much in Love, 1997